# Titolo di città nel Regno Unito

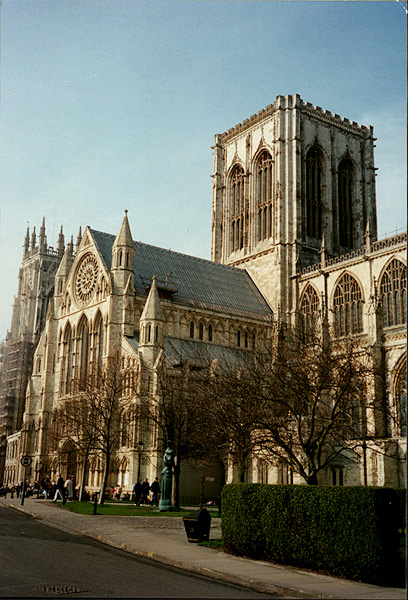
Storicamente lo status di city è associato alla presenza di una cattedrale come quelle di York Minster.

Il titolo di città (city status) nel Regno Unito è concesso dal monarca a un gruppo selezionato di comunità. Esso non viene applicato automaticamente secondo criteri precisi, sebbene sia stato concesso storicamente alle cattedrali diocesane. La relazione tra avere una cattedrale e avere lo status di city venne confermata poco dopo il 1540, quando Enrico VIII fondò diocesi (e quindi cattedrali) in sei cittadine inglesi, garantendo loro lo status di city tramite le Letters Patent.
Appartenere a tale status non comporta tuttavia automaticamente alcuna autorità aggiuntiva ed è pertanto generalmente soltanto un titolo onorifico. Esso riflette una condizione urbanistica più che amministrativa, e pertanto è dato il caso che città possano essere sia parrocchie che distretti o addirittura contee. Non è tuttavia escluso che, trattandosi appunto di località ad alta densità abitativa, al titolo di città si abbini una libera devoluzione di poteri dall’autorità superiore.
Caso a parte è quello della Scozia. Non avendo mai fatto parte dell’impero romano, la successiva struttura ecclesiastica prescindette quasi ogni riferimento urbanistico, e la radicale forma calvinista della riforma protestante spazzò via le cattedre vescovili. Le due città maggiori, Edimburgo e Glasgow, furono quindi riconosciute solo a posteriori per un generico prestigio storico, e le successive furono elette per decreto reale sostanzialmente su criteri demografici.

## Lista delle città
Le seguenti sono le città ufficiali nel Regno Unito nel 2024. Quelle con tale status da tempo immemorabile sono indicate con "TI" della colonna "dal".
Le Cattedrali indicate erano alla base dell'attribuzione dello status. Esse appartengono alla Chiesa d'Inghilterra e precedentemente alla Chiesa del Galles o alla Chiesa d'Irlanda, in città riconosciute prima del 1888 (la Chiesa di Scozia non ha vescovi e quindi diocesi).
Al livello più basso, le parrocchie con titolo di città sono solo nove.
| City               | Sindaco                  | Dal  | Cattedrale                   | Consiglio                    |
| ------------------ | ------------------------ | ---- | ---------------------------- | ---------------------------- |
| Inghilterra        |                          |      |                              |                              |
| Bath               | Mayor                    | 1590 | Abbazia di Bath              | Charter Trustees             |
| Birmingham         | Lord Mayor               | 1889 | Cattedrale di Birmingham     | distretto metropolitano      |
| Bradford           | Lord Mayor               | 1897 | Cattedrale di Bradford       | distretto metropolitano      |
| Brighton and Hove  | Mayor                    | 2000 | n/a                          | autorità unitaria            |
| Bristol            | Lord Mayor               | 1542 | Cattedrale di Bristol        | autorità unitaria            |
| Cambridge          | Mayor                    | 1951 | n/a                          | distretto                    |
| Canterbury         | Lord Mayor               | TI   | Cattedrale di Canterbury     | distretto                    |
| Carlisle           | Lord Mayor               | TI   | Cattedrale di Carlisle       | distretto                    |
| Chelmsford         | Mayor                    | 2012 | Cattedrale di Chelmsford     | distretto                    |
| Chester            | Lord Mayor               | 1541 | Cattedrale di Chester        | Charter Trustees             |
| Chichester         | Mayor                    | TI   | Cattedrale di Chichester     | parrocchia civile            |
| Colchester         | Lord Mayor               | 2022 | n/a                          | distretto                    |
| Coventry           | Lord Mayor               | 1345 | Cattedrale di Coventry       | distretto metropolitano      |
| Derby              | Mayor                    | 1977 | Cattedrale di Derby          | autorità unitaria            |
| Doncaster          | Mayor                    | 2022 | n/a                          | distretto metropolitano      |
| Durham             | Mayor                    | TI   | Cattedrale di Durham         | parrocchia civile+Charter T. |
| Ely                | Mayor                    | TI   | Cattedrale di Ely            | parrocchia civile            |
| Exeter             | Lord Mayor               | TI   | Cattedrale di Exeter         | distretto                    |
| Gloucester         | Mayor                    | 1541 | Cattedrale di Gloucester     | distretto                    |
| Hereford           | Mayor                    | TI   | Cattedrale di Hereford       | parrocchia civile            |
| Kingston upon Hull | Lord Mayor               | 1897 | n/a                          | autorità unitaria            |
| Lancaster          | Mayor                    | 1937 | n/a                          | distretto                    |
| Leeds              | Lord Mayor               | 1893 | n/a                          | distretto metropolitano      |
| Leicester          | Lord Mayor               | 1919 | Cattedrale di Leicester      | autorità unitaria            |
| Lichfield          | Mayor                    | TI   | Cattedrale di Lichfield      | parrocchia civile            |
| Lincoln            | Mayor                    | TI   | Cattedrale di Lincoln        | distretto                    |
| Liverpool          | Lord Mayor               | 1880 | Cattedrale di Liverpool      | distretto metropolitano      |
| Londra             | Lord Mayor               | TI   | Cattedrale di Londra         | contea                       |
| Manchester         | Lord Mayor               | 1853 | Cattedrale di Manchester     | distretto metropolitano      |
| Milton Keynes      | Lord Mayor               | 2022 | n/a                          | autorità unitaria            |
| Newcastle          | Lord Mayor               | 1882 | Cattedrale di Newcastle      | distretto metropolitano      |
| Norwich            | Lord Mayor               | TI   | Cattedrale di Norwich        | distretto                    |
| Nottingham         | Lord Mayor               | 1897 | n/a                          | autorità unitaria            |
| Oxford             | Lord Mayor               | 1542 | Cattedrale di Oxford         | distretto                    |
| Peterborough       | Mayor                    | 1541 | Cattedrale di Peterborough   | autorità unitaria            |
| Plymouth           | Lord Mayor               | 1928 | n/a                          | autorità unitaria            |
| Portsmouth         | Lord Mayor               | 1926 | Cattedrale di Portsmouth     | autorità unitaria            |
| Preston            | Mayor                    | 2002 | n/a                          | distretto                    |
| Ripon              | Mayor                    | 1836 | Cattedrale di Ripon          | parrocchia civile            |
| Salford            | Mayor                    | 1926 | n/a                          | distretto metropolitano      |
| Salisbury          | Mayor                    | TI   | Cattedrale di Salisbury      | parrocchia civile            |
| Sheffield          | Lord Mayor               | 1893 | Cattedrale di Sheffield      | distretto metropolitano      |
| Southampton        | Mayor                    | 1964 | n/a                          | autorità unitaria            |
| Southend-on-Sea    | Mayor                    | 2022 | n/a                          | autorità unitaria            |
| St Albans          | Mayor                    | 1877 | Cattedrale di St Albans      | distretto                    |
| Stoke-on-Trent     | Lord Mayor               | 1925 | n/a                          | autorità unitaria            |
| Sunderland         | Mayor                    | 1992 | n/a                          | distretto metropolitano      |
| Truro              | Mayor                    | 1877 | Cattedrale di Truro          | parrocchia civile            |
| Wakefield          | Mayor                    | 1888 | Cattedrale di Wakefield      | distretto metropolitano      |
| Wells              | Mayor                    | TI   | Cattedrale di Wells          | parrocchia civile            |
| Westminster        | Lord Mayor               | 1540 | Abbazia di Westminster       | borgo di Londra              |
| Winchester         | Mayor                    | TI   | Cattedrale di Winchester     | distretto                    |
| Wolverhampton      | Mayor                    | 2000 | n/a                          | distretto metropolitano      |
| Worcester          | Mayor                    | TI   | Cattedrale di Worcester      | distretto                    |
| York               | Lord Mayor               | TI   | Cattedrale di York           | autorità unitaria            |
| Galles             |                          |      |                              |                              |
| Bangor             |                          | TI   | Cattedrale di Bangor         | community                    |
| Cardiff            | Lord Mayor (The Rt Hon.) | 1905 | n/a                          | autorità unitaria            |
| Newport            |                          | 2002 | n/a                          | autorità unitaria            |
| St Asaph           |                          | 2012 | Cattedrale di St Asaph       |                              |
| St David's         |                          | 1994 | n/a                          | community                    |
| Swansea            | Lord Mayor               | 1969 | n/a                          | autorità unitaria            |
| Scozia             |                          |      |                              |                              |
| Aberdeen           | Lord Provost             | 1891 | n/a                          | autorità unitaria            |
| Dundee             | Lord Provost             | 1889 | n/a                          | autorità unitaria            |
| Dunfermline        | Provost                  | 2022 | n/a                          | nessuno                      |
| Edimburgo          | Lord Provost             | 1633 | n/a                          | autorità unitaria            |
| Glasgow            | Lord Provost             | 1492 | n/a                          | autorità unitaria            |
| Inverness          | Provost                  | 2000 | n/a                          | nessuno                      |
| Perth              | Provost                  | 2012 | n/a                          | nessuno                      |
| Stirling           | Provost                  | 2002 | n/a                          | nessuno                      |
| Irlanda del Nord   |                          |      |                              |                              |
| Armagh             |                          | 1994 | n/a                          | autorità unitaria            |
| Belfast            | Lord Mayor (The Rt Hon.) | 1888 | n/a                          | autorità unitaria            |
| Londonderry        |                          | 1613 | Cattedrale di Saint Columb's | autorità unitaria            |
| Lisburn            |                          | 2002 | n/a                          | autorità unitaria            |
| Newry              |                          | 2002 | n/a                          | nessuno                      |

## City ora nella Repubblica d'Irlanda
| City                            | Sindaco                  | Dal  | Cattedrale della Chiesa d'Irlanda                     | Consiglio       |
| ------------------------------- | ------------------------ | ---- | ----------------------------------------------------- | --------------- |
| City della Repubblica d'Irlanda |                          |      |                                                       |                 |
| Cork                            | Lord Mayor               | 1172 | Cattedrale di Saint Finbarre's                        | City Council    |
| Dublino                         | Lord Mayor (The Rt Hon.) | 1171 | Cattedrale di Christchurch Cattedrale di St Patrick's | City Council    |
| Limerick                        |                          | 1197 | Cattedrale di St. Mary's                              | City Council    |
| Galway                          |                          | 1484 | none                                                  | City Council    |
| Kilkenny                        |                          | 1609 | Cattedrale di St Canice's                             | Borough Council |
| Waterford                       |                          | 1171 | Cattedrale di Christ Church                           | City Council    |

## Città, prive dellostatusdi city, sedi di cattedrale
| Luogo           | Cattedrale                   | Fondazione della Diocesi         |
| --------------- | ---------------------------- | -------------------------------- |
| Blackburn       | Cattedrale di Blackburn      | 1926                             |
| Brecon          | Cattedrale di Brecon         | 1923                             |
| Bury St Edmunds | Cattedrale di St Edmundsbury | 1914                             |
| Guildford       | Cattedrale di Guildford      | 1927                             |
| Rochester       | Cattedrale di Rochester      | storica; città dal 1066 al 1998. |
| Southwark       | Cattedrale di Southwark      | 1905                             |
| Southwell       | Southwell Minster            | 1884                             |